# Notholirion thomsonianum
Notholirion thomsonianum là một loài thực vật có hoa trong họ Liliaceae. Loài này được (Royle) Stapf miêu tả khoa học đầu tiên năm 1934.